# Edward Stradling, 5. Baronet

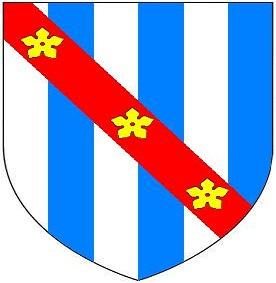
Wappen der Familie Stradling

Sir Edward Stradling, 5. Baronet (* um 1672; † 5. April 1735 in St Donat’s Castle) war ein britischer Adliger und Politiker.

## Herkunft und Ausbildung
Edward Stradling entstammte der Familie Stradling, einer alten Familie der Gentry aus Glamorgan. Er war der zweite, doch älteste überlebende Sohn von Sir Edward Stradling, 4. Baronet und von dessen Frau Elizabeth Hungerford. Er wurde am 11. April 1672 getauft. Ab dem 18. Juli 1684 studierte er am Christ Church College in Oxford, doch bereits im September 1685 wurde er nach dem Tod seines Vaters Erbe des Titels Baronet, of St Donat’s in the County of Glamorgan, und der Familienbesitzungen in Südwales und Südwestengland. 

## Politische Tätigkeit
Stradlings Vater hatte als konservativer Royalist die Stuart-Restauration unterstützt, und auch Edward Stradling war ebenfalls konservativ eingestellt. Durch die Unterstützung seines einflussreichen Schwagers Thomas Mansel von Margam Abbey, der wegen einer Auslandsreise nicht selbst kandidieren wollte, wurde Stradling bei der Unterhauswahl 1698 als Abgeordneter für Cardiff gewählt. Im House of Commons wurde er der Country Party zugerechnet, doch er nahm nur bedingt an den Sitzungen des Parlaments und der Ausschüsse teil. Bereits am 11. Februar 1699 wurde er aufgrund einer Erkrankung seiner Frau für sechs Wochen beurlaubt. Anfang 1700 unterstützte er jedoch die Privilegierung des Handelsschiffs Martha of Margam, das offenbar seinem Schwager Mansel gehörte. Bei der Unterhauswahl im Januar 1701 wurde er wiedergewählt, doch vor der Wahl im Dezember 1701 kam es zum Streit zwischen Mansel und seinem gleichnamigen Verwandten Thomas Mansel aus Briton Ferry. Dieser wurde dadurch gelöst, dass Thomas Mansel aus Briton Ferry in Cardiff kandidierte, während Thomas Mansel aus Margam für Glamorgan kandidierte. Stradling musste dagegen auf eine erneute Kandidatur verzichten, weshalb es zu Spannungen zwischen ihm und seinem Schwager kam. Diese wurden durch einen Streit über die Auszahlung der Mitgift von Stradlings Frau verschärft und schlugen in offene Feindschaft um, als Mansel Stradling wegen angeblicher Unterschlagung einer Urkunde verklagte. Bei der Unterhauswahl 1705 hatte Stradling die Chance, sich mit dem Duke of Beaufort, Viscount Windsor und Humphrey Mackworth gegen Mansel zu verbünden, was er jedoch ausschlug. Bei der Wahl wurde Thomas Mansel aus Briton Ferry wiedergewählt, der jedoch kurz darauf starb. Bei der nun fälligen Nachwahl im Februar 1706 nominierte Thomas Mansel aus Margam nicht seinen Schwager Stradling, sondern den Whig Sir John Aubrey. Nun verbündete sich Stradling mit Mansels Gegnern, die ihm in Aussicht stellten, ihn bei der nächsten Wahl als Kandidaten für Cardiff aufzustellen. Viscount Windsor als Constable von Cardiff Castle, der damit auch das Amt des Bürgermeisters ausübte, ernannte ihn zu seinem Stellvertreter, um seine Kandidatur zu fördern. Unmittelbar vor der Wahl von 1708 zerbrach jedoch das gegen Mansel gerichtete Bündnis, als sich Beaufort und Mansel annäherten. Daraufhin söhnte sich auch Stradling mit seinem Schwager aus, doch bereits wenige Tage später waren die beiden wieder tief zerstritten. Stradling hielt seine Kandidatur in Cardiff aufrecht, doch bei der Wahl wurde Aubrey wiedergewählt. 
Von 1709 bis 1710 diente Stradling als Sheriff von Glamorgan. Sein Verhältnis zu Mansel hatte sich wieder so weit verbessert, dass er mit dessen Unterstützung bei der Unterhauswahl 1710 als Kandidat für Cardiff kandidieren sollte. Es gab allerdings Bedenken, ob er als Sheriff überhaupt kandidieren durfte, doch letztlich wurde zu seinen Gunsten entschieden. Nach seiner Wahl wurde Stradling im House of Commons den Tories zugerechnet, die sich für eine Beendigung der britischen Teilnahme am Spanischen Erbfolgekrieg einsetzten. Im Januar 1712 soll er Beschuldigungen gegen den Duke of Marlborough unterstützt haben, doch sonst ist nur wenig über seine Aktivitäten im House of Commons bekannt. Dennoch wurde er bei den nächsten Wahlen im September 1713 und im Februar 1715 unangefochten wiedergewählt. Stradling stimmte nun bei allen Abstimmungen mit der Opposition gegen die von Robert Walpole geführte Regierung. Dazu war er einer der Treuhänder für die Besitzungen des ins Exil geflüchteten Jakobiten David Morgan aus Penygraig. 1721 wurde er dem Pretender als wahrscheinlicher Unterstützter bei einem Aufstand genannt, doch tatsächlich waren weder Stradling noch seine Kinder in jakobitische Verschwörungen verwickelt. Bei der Unterhauswahl 1722 verzichtete er zugunsten seines ältesten Sohns auf eine erneute Kandidatur. Stattdessen übernahm er für das Duchy of Lancaster die Verwaltung von Ogmore sowie 1724 das Amt des Constable von Cardiff. 1733 legte er diese Ämter nieder.

## Ehe und Nachkommen
Stradling hatte am 5. Juni 1694 Elizabeth Mansel († 1738), eine Tochter von Sir Edward Mansel geheiratet. Sie war eine entfernte Cousine von ihm und brachte eine reiche Mitgift in Höhe von £ 5600 mit in die Ehe. Er hatte mit ihr zwei Söhne:
- Edward Stradling (1699–1726)
- Sir Thomas Stradling, 6. Baronet (1710–1738)

Stradling war ein traditionsbewusster Waliser, der anlässlich der Geburt seines ersten Sohns Edward von einem traditionellen walisischen Barden ein Loblied schreiben ließ. Als sein Sohn bereits 1726 starb, gab er ein Klagelied in Auftrag. Nach seinem Tod wurde sein jüngerer Sohn Thomas Erbe des Titels und der Besitzungen der Familie. Dieser wurde jedoch bereits drei Jahre später bei einem Duell in Frankreich tödlich verwundet. Mit seinem Tod erlosch die Hauptlinie der Stradlings und der Titel Baronet. Die Besitzungen der Familie fielen zunächst an Stradlings Neffen Bussy Mansel. Nach dessen Tod folgte ein langjähriger Erbstreit, ehe durch Parlamentsbeschluss der Besitz unter drei Erben aufgeteilt wurde.